# Kranzberg (Dublany)
Kranzberg (1939 pol. Wieńczyce; ukr. Кранцберг (Krancberg), 1946 Війкове (Wyjkowe)) – południowa część osiedla typu miejskiego Dublany w rejonie samborskim obwodu lwowskiego.

## Historia
Kranzberg to dawna kolonia niemiecka, stanowiąca w XIX wieku gminę jednostkową w Bezirk Łąka, od 1867 w powiecie samborskim. Znajdowała się tu stacja kolei naddniestrzańskiej, szkoła filialna i urząd pocztowy. W II Rzeczypospolitej, od 1934 gromada w gminie zbiorowej Dublany w powiecie samoborskim w woj. lwowskim. 11 maja 1939 nazwę zmieniono na Wieńczyce.
Po wojnie w ZSRR, w rejonie dublańskim USRR. 7 maja 1946 nazwę zmieniono na Wyjkowe (Війкове). Następnie włączono do Dublan, gdzie stanowi ich południową część na południowym brzegu Prutu.